# توکان زیرنوک‌بلوطی
توکان زیرنوک‌بلوطی(نام علمی: Ramphastos ambiguus swainsonii) نام یک زیرگونه از سرده توکان است.